# Baszta Rzeźnicka
Baszta Rzeźnicka – baszta w Stargardzie, która była elementem murów obronnych. Baszta została zburzona; nie istnieje.